# Mirischia
Genre
Espèce
Mirischia est un genre de dinosaures théropodes de la famille des Compsognathidae, découvert dans l'Albien (étage du Crétacé inférieur) du Brésil.

## Découverte et étymologie
En 2000, David Martill et Eberhard Frey signalent la découverte de restes fossiles d'un petit dinosaure dans un nodule de craie, acquis par le Staatliches Museum für Naturkunde Karlsruhe (musée national d'histoire naturelle de Karlsruhe) auprès d'un négociant brésilien en fossiles qui a indiqué que le spécimen avait été découvert dans la Chapada do Araripe, plateau (chapada) du nord-est du Brésil. En 2004, l'espèce type Mirischia asymmetrica a été nommée et décrite par David Martill, Eberhard  Frey et Darren Naish. Le nom générique combine le mot latin mirus signifiant  « merveilleux », avec ischia, le pluriel latinisé du mot grec ἴσχιον (ischion). L'épithète spécifique asymmetrica se réfère au fait que, dans le spécimen retrouvé, l'ischion gauche diffère de son homologue droit.
L'holotype, SMNK 2349 PAL, provient probablement du Membre de Romualdo de la Formation de Santana, datant de l'Albien. Il se compose d'un squelette articulé partiel, consistant en grande partie du bassin et des membres postérieurs incomplets, de deux vertèbres dorsales postérieures, des côtes, des gastralia, des ilions partiels, des pubis et ischions, les fémurs partiels et les parties supérieures du tibia droit et du fibula (péroné). En face du pubis, un morceau de l'intestin pétrifié est présent. Le spécimen est un individu subadulte,.

## Description
Mirischia était un petit prédateur bipède. Sa longueur est estimée à 2,1 mètres pour une masse de 2 à 3 kilogrammes. En 2010, Gregory S. Paul a estimé la masse à sept kilogrammes. L'holotype de Mirischia est notable pour avoir des ischions asymétriques, « celui de gauche étant perforé par un foramen ovale tandis que celui-ci de droite a une encoche ouverte à la position équivalente ». L'échantillon est également inhabituel en ce qu'il conserve certains restes de tissus mous : en dehors de l'intestin, ce que les auteurs de la description ont interprété comme avoir été un sac aérien a été conservé entre ses os pubiens et ischiatiques sous la forme d'une cavité. Des études préalables avaient émis l'hypothèse que les théropodes non-aviaires peuvent — comme les oiseaux — posséder sacs aériens post-crâniens, et Mirischia semble le confirmer. Une autre caractéristique notable est la minceur exceptionnelle de la paroi osseuse de l'ensemble des éléments du squelette.

## Classification
En 2004 Mirischia a été classé parmi les Compsognathidae, et comme étroitement apparenté à Compsognathus du Jurassique supérieur de l'Europe et à Aristosuchus du Crétacé inférieur d'Angleterre. Il serait alors le seul compsognathidé connu des Amériques. En 2010, Naish a suggéré qu'il pourrait aussi être un membre basal de la super-famille des Tyrannosauroidea.